# Bluesnarfing

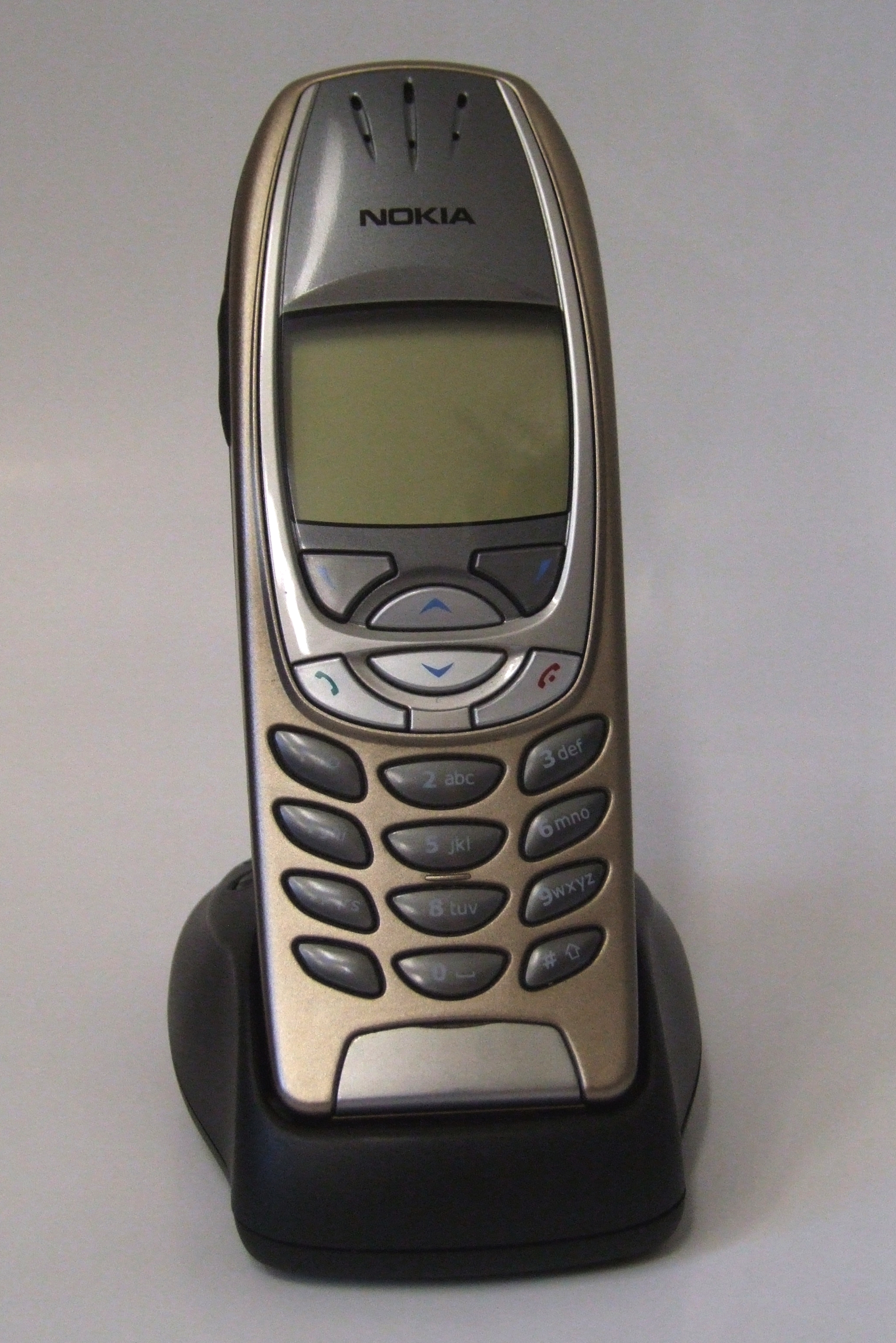
Nokia 6310i

Bluesnarfing is het misbruiken van de tekortkomingen van de authenticatie en/of datatransfermechanisme van bluetooth waardoor persoonlijke data benaderd kan worden.
Voor sommige mobiele telefoons geldt dat als de gebruiker bluetooth aan heeft staan, anoniem data uit het adresboek, de kalender en het IMEI-nummer van de telefoon kan worden gehaald. Bij andere toestellen is het mogelijk om de complete inhoud van het geheugen te benaderen, waardoor media-bestanden en tekstberichten toegankelijk zijn. Als laatste is het soms mogelijk om via de AT-commandoset, volledige toegang te krijgen tot een 'hoger' level van commando's en kanalen zoals 'voice' en 'messaging'. Op het internet circuleren diverse tools en exploits om een Snarf-attack mee uit te voeren.
Begin 2004 bleken bepaalde gsm's van Nokia en Sony Ericsson kwetsbaar voor een bluetooth-aanval waarbij een aanvaller toegang kreeg tot het adresboek. De hacker zou daarbij zelfs ongezien gegevens kunnen aanpassen.
Het beveiligingsbedrijf AL Digital maakte in 2004 bekend dat minstens 10 toestellen van Nokia en Sony Ericsson kwetsbaar waren voor een bluesnarfing-aanval. De problemen deden zich onder andere voor bij de Nokia 6310, de 8910 en de 8910i. Tegelijkertijd bevestigde Nokia ook dat hun 6310i kwetsbaar is voor een denial-of-serviceaanval via bluetooth. Een speciaal gefabriceerd bluetooth-bericht dat naar het toestel wordt gestuurd kan de 6310i opdracht geven zichzelf te herstarten.
Sony Ericsson bracht heel snel een update voor zijn telefoons uit, maar Nokia vond de kwestie niet zo gevaarlijk. Er zijn namelijk bepaalde voorwaarden die vervuld moeten worden vooraleer de aanval lukt. Niet iedereen heeft bluetooth aanstaan en bovendien lukt zo'n aanval maar van op maximaal een tiental meters afstand. Toch zijn er online steeds meer tools te vinden om bluesnarfing uit te voeren, bevestigen experts.